# Мрочковиці (Нижньосілезьке воєводство)
Мрочковиці (пол. Mroczkowice, нім. Egelsdorf) — село в Польщі, у гміні Мірськ Львувецького повіту Нижньосілезького воєводства.
Населення — 287 осіб (2011).
У 1975-1998 роках село належало до Єленьоґурського воєводства.

## Демографія
Демографічна структура станом на 31 березня 2011 року:
|          | Загалом | Допрацездатний вік | Працездатний вік | Постпрацездатний вік |
| -------- | ------- | ------------------ | ---------------- | -------------------- |
| Чоловіки | 148     | 33                 | 111              | 4                    |
| Жінки    | 139     | 22                 | 84               | 33                   |
| Разом    | 287     | 55                 | 195              | 37                   |